# Rundquist Arkitekter

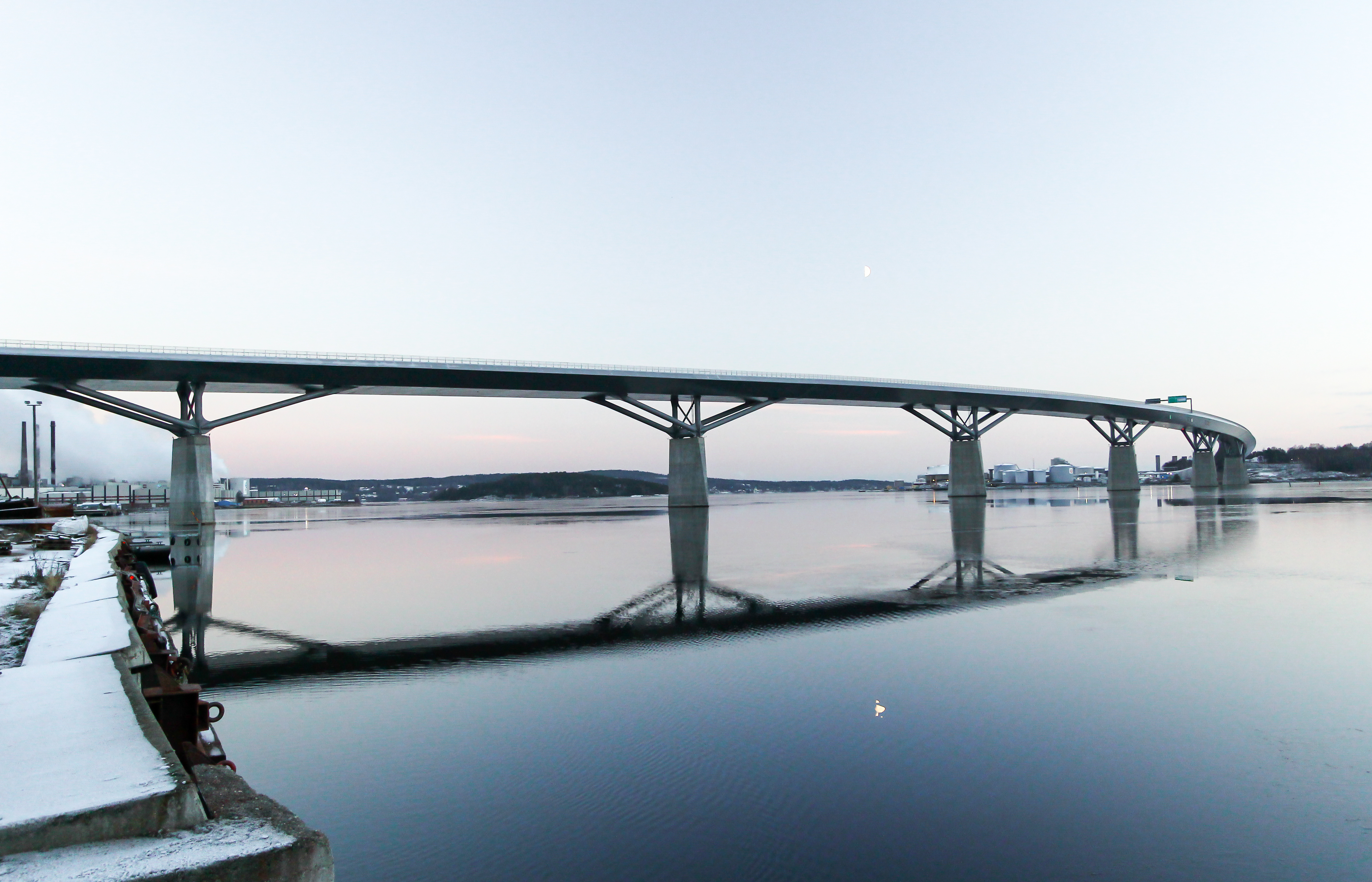
Sundsvallsbron, 2014

Rundquist Arkitekter är ett svenskt arkitektkontor med säte i Stockholm. Företaget har specialiserat sig på arkitektuppdrag inom infrastruktur, broar, stationer, resecentrum samt stadsplanering.

## Historik
Rundquist arkitekter startade sin verksamhet 1993 av arkitekt Henrik Rundquist under namnet Henrik Rundquist Arkitektkontor AB och drevs under perioden 1999 till 2008 under namnet KHR Rundquist arkitekter ab som då var samägd med danska KHR arkitekter i Köpenhamn. Firman hade 2014 runt 30 medarbetare.

## Projekt (urval)
- Vårbybron (1994-1996)
- Allébron (1998-2002)

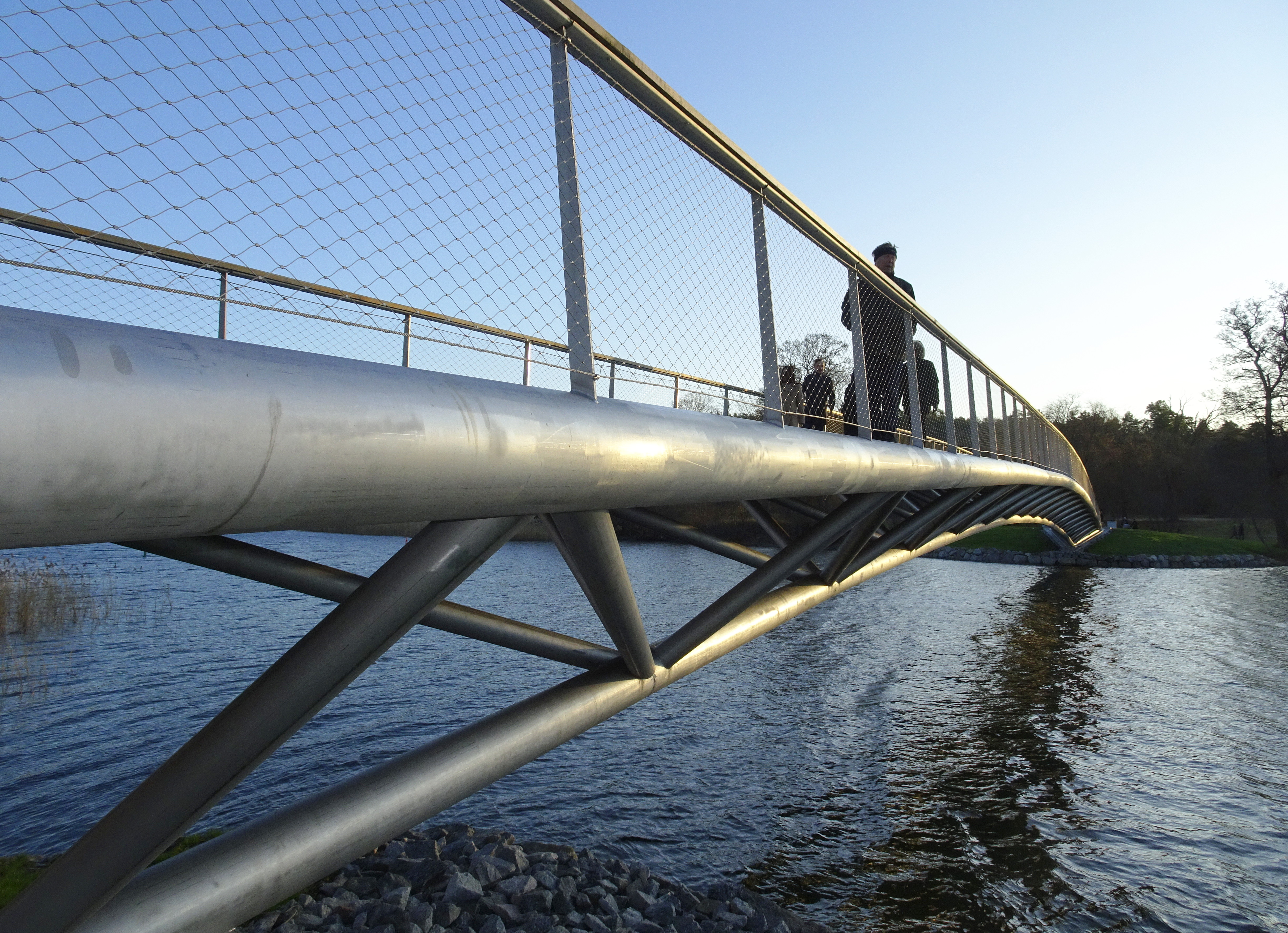
Folke Bernadottes bro, 2019.

- Arlanda Pir F i samarbete med KHR arkitekter, belönades med Kasper Salin-priset (2002)
- Fredriksdalsbron (2002)
- Vällingby centrum ”Svävande taket” (2003-2006)
- Smistabron (2008)
- Projektering av trafikplatser för Norra länken (2004-2014), belönades med Svensk Betongs priset Helgjutet och Trafikverkets Arkitekturpris 2017.
- Projektering av circulationsplatser för Täby centrum (2007-2013), belönades med Svensk Betongs priset Helgjutet 2015.
- Älvsjö Resecentrum  (2004-2014)
- Ventilationstorn för Norra länken (2005-2014), belönades med det internationella meritpriset Wood Design and Building Awards Program 017.
- Sundsvallsbron (2007-2014), belönades med European Design Awards 2015 och European Bridge Awards 2016.
- Nya Kallhälls station (2012-2016)
- Folke Bernadottes bro (2015)
- Bro över Rinkebystråket (2016)
- Husarviksbron (2011-2018)
- Tunnelbanestationer längs den nya grenen till Arenastaden: Hagastaden, Södra Hagalund samt Arenastaden

## Bilder

Broar
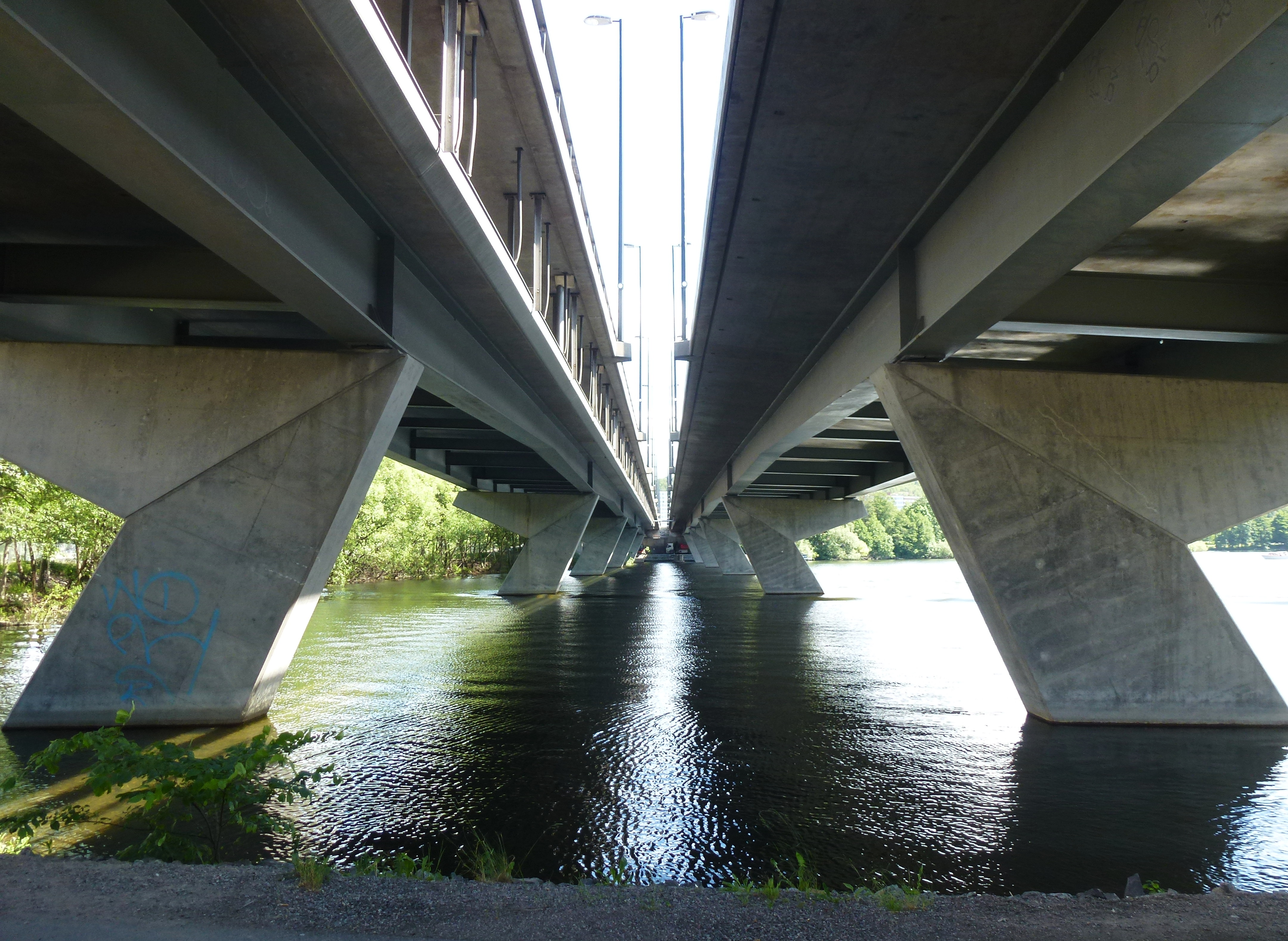
Vårbybron, vy från väst
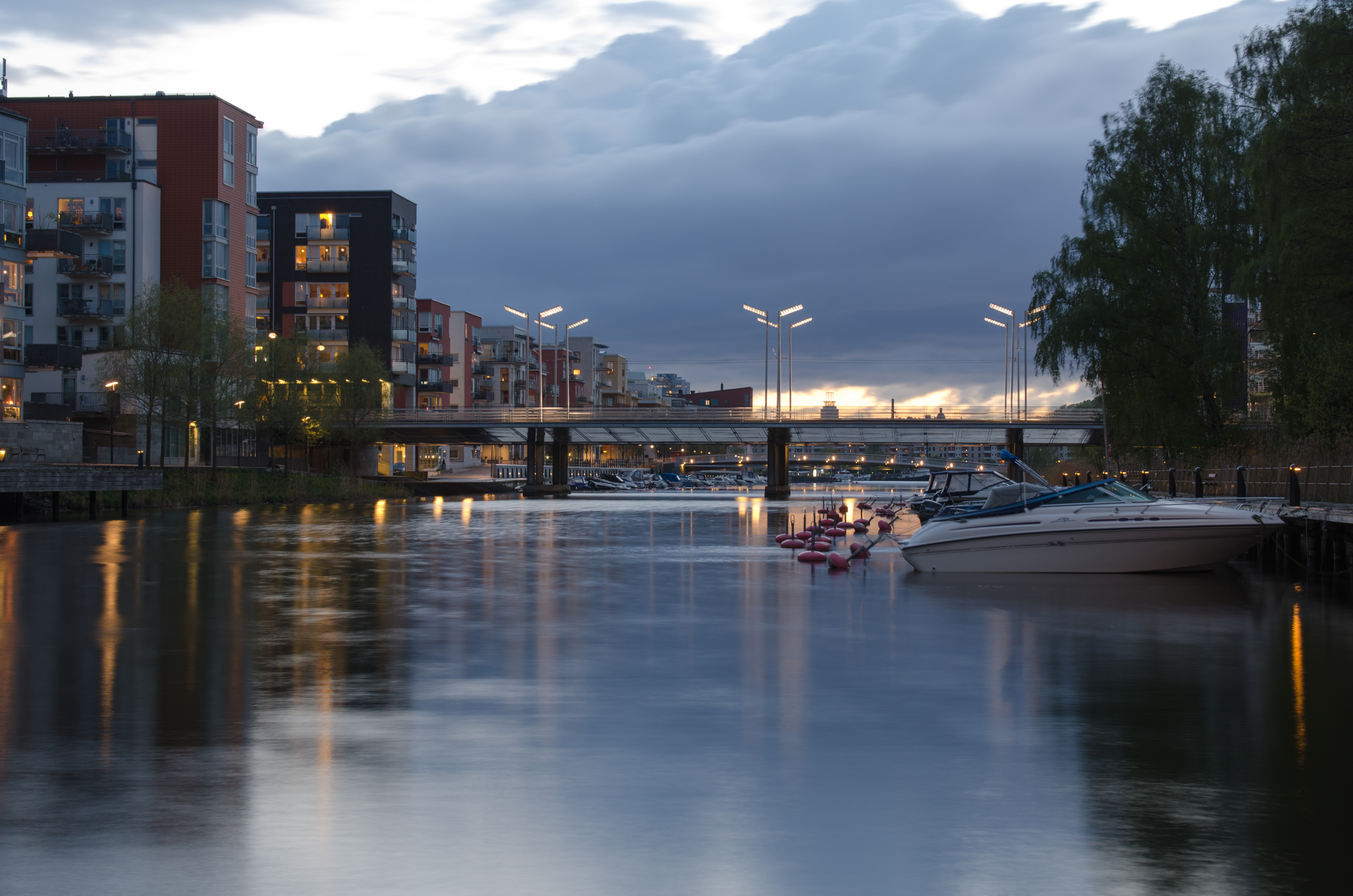
Allébron i Hammarby sjöstad
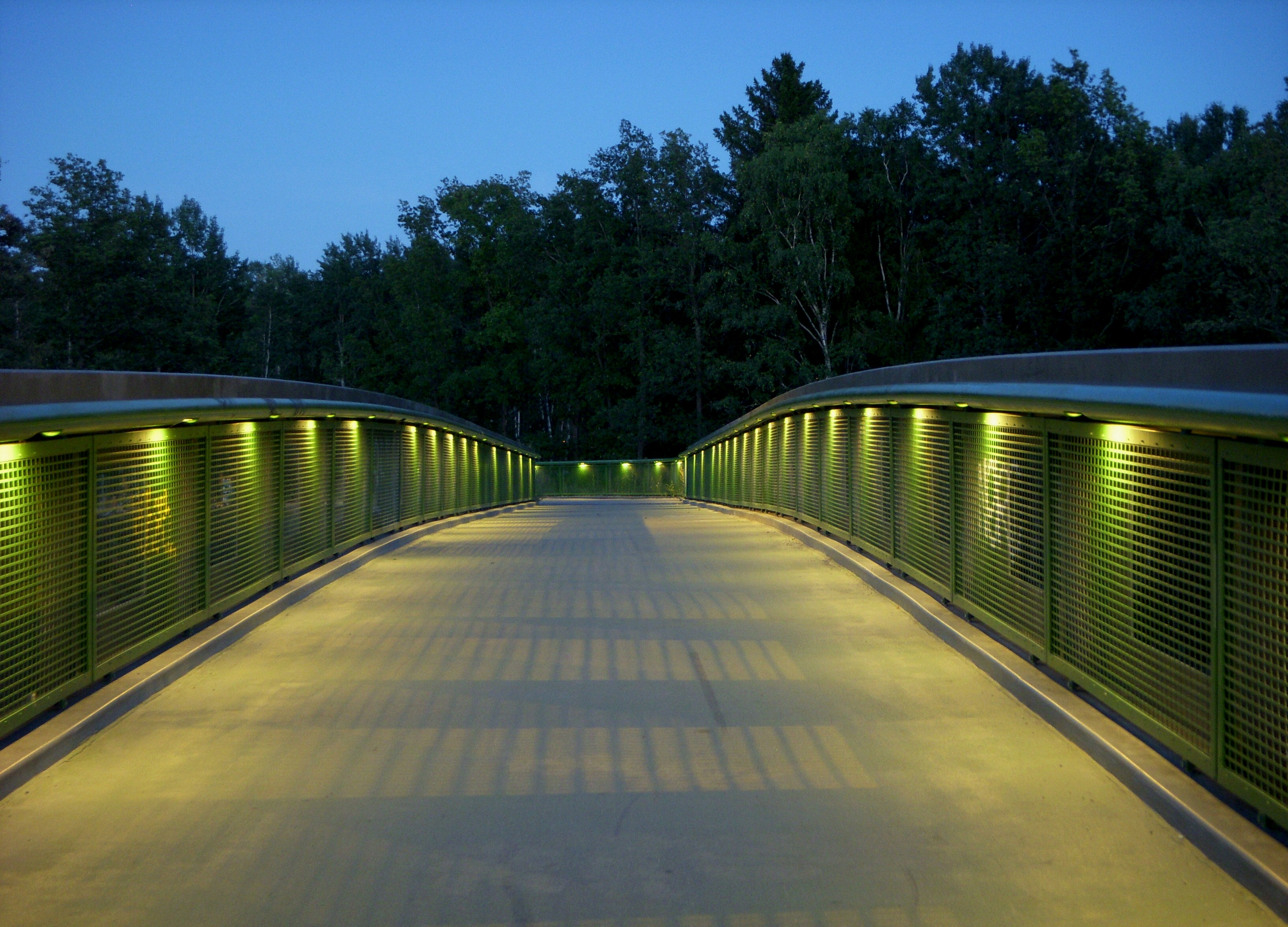
Smistabron över Södertäljevägen
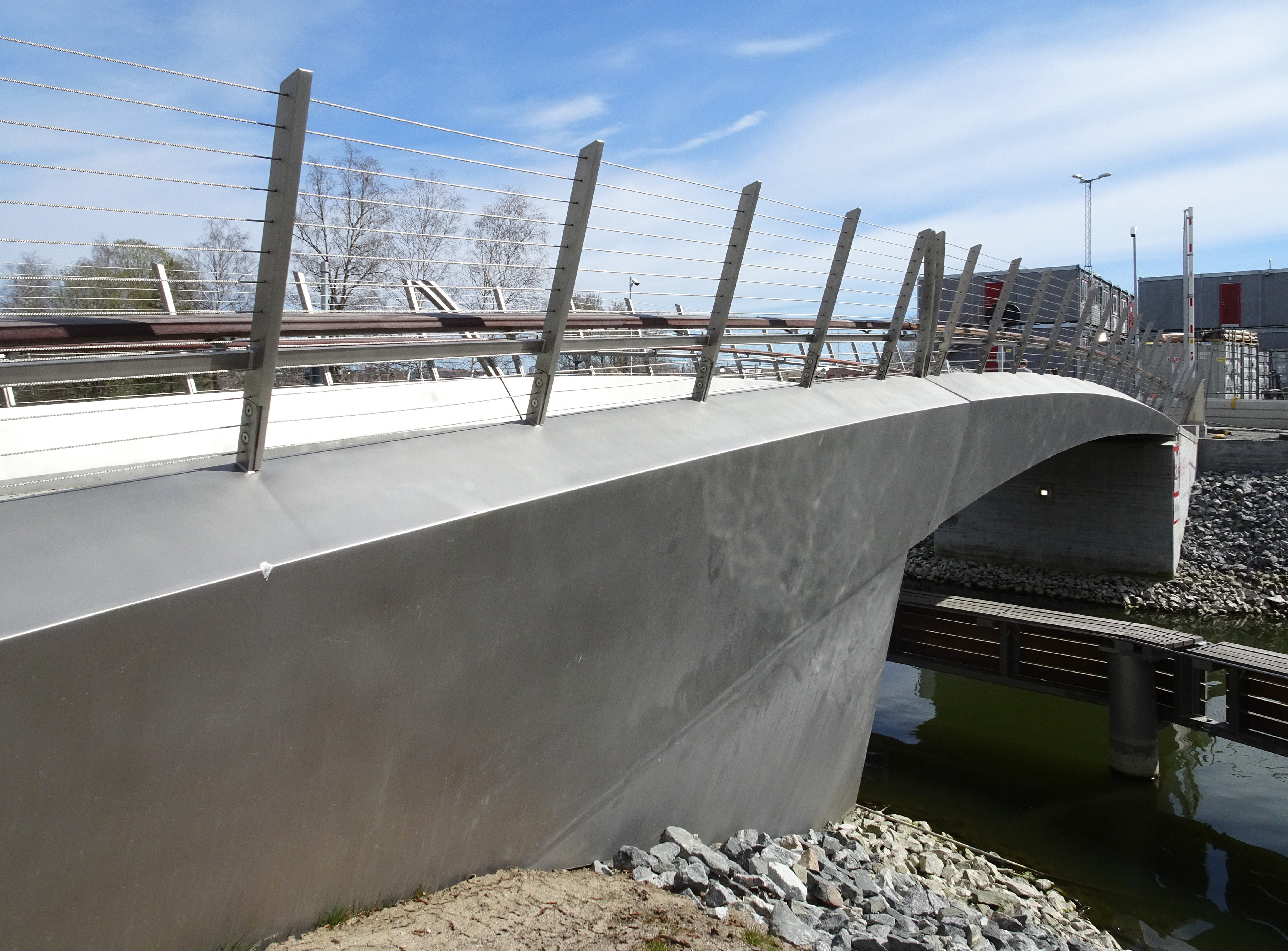
Husarviksbron över Husarviken

Annat
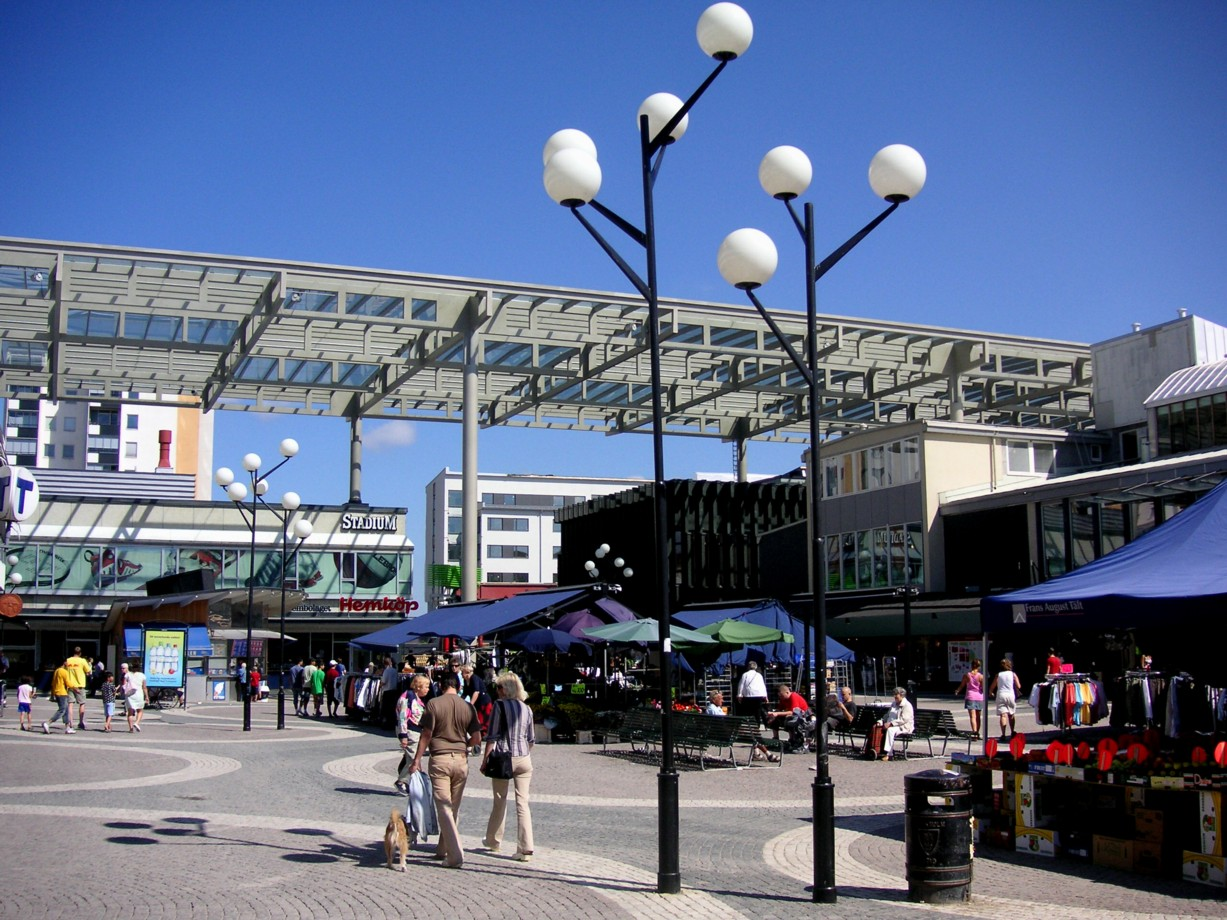
”Svävande taket” i Vällingby Centrum
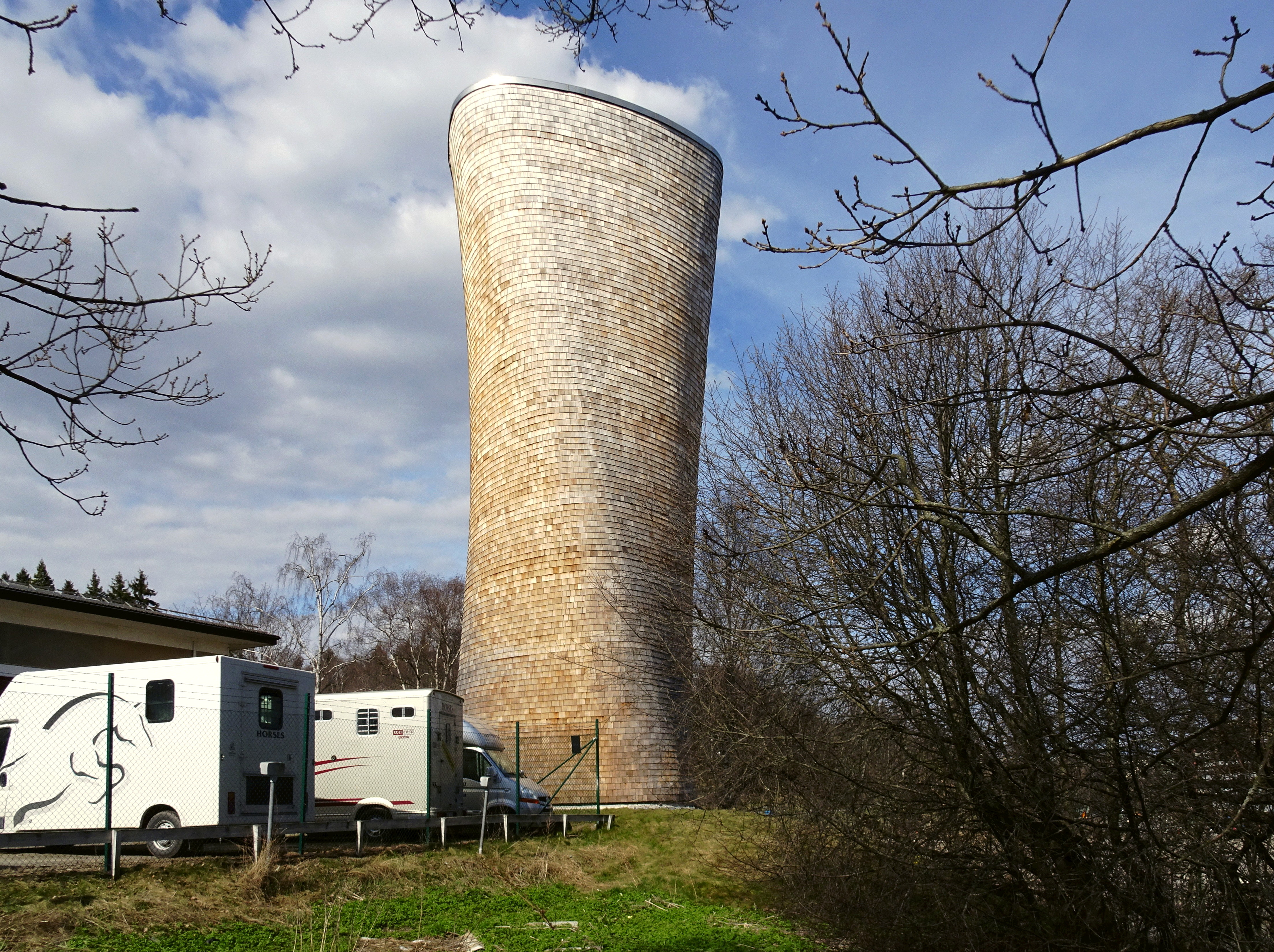
Ventilationstorn för Norra länken
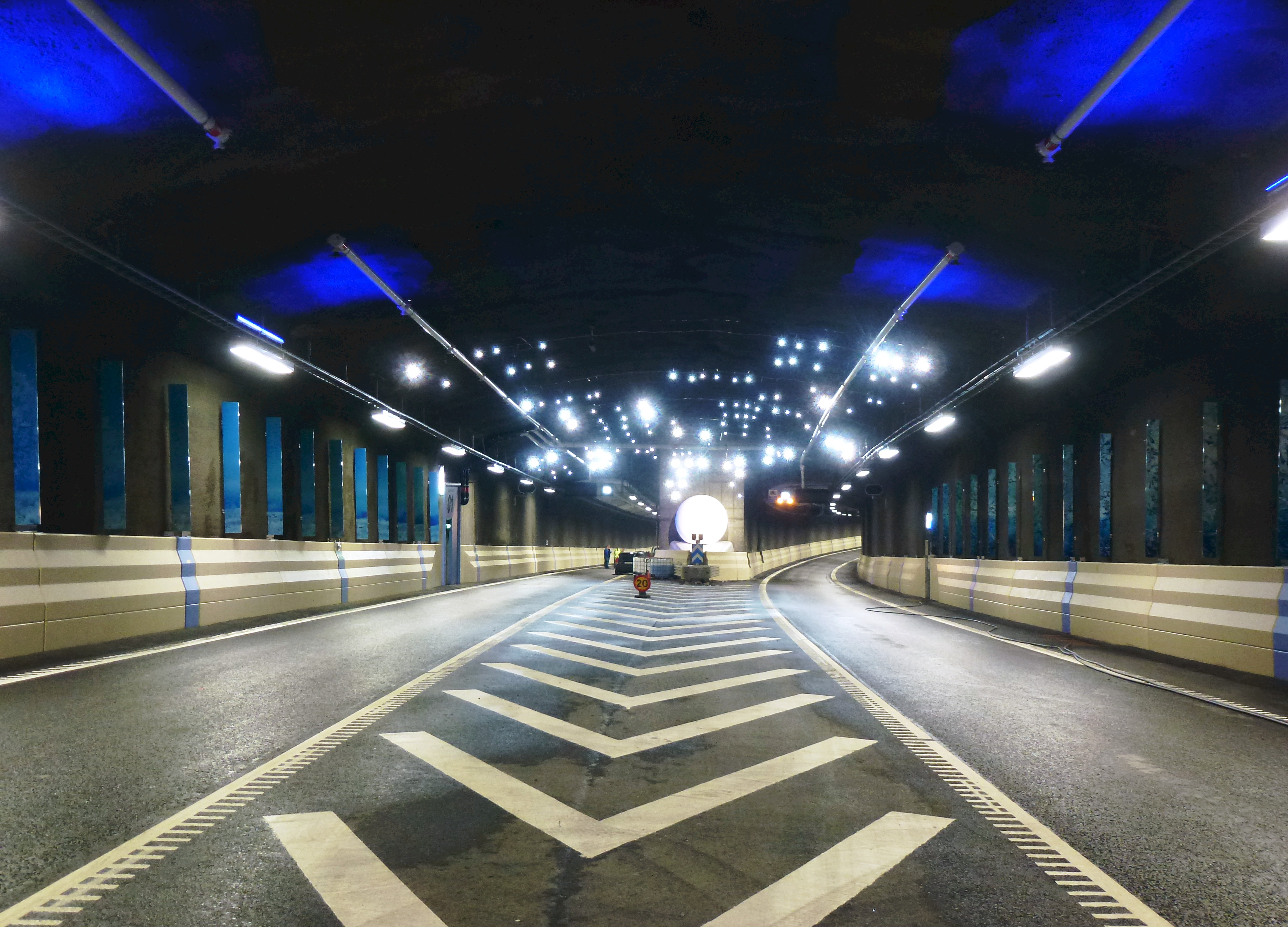
Trafikplats i Norra länken
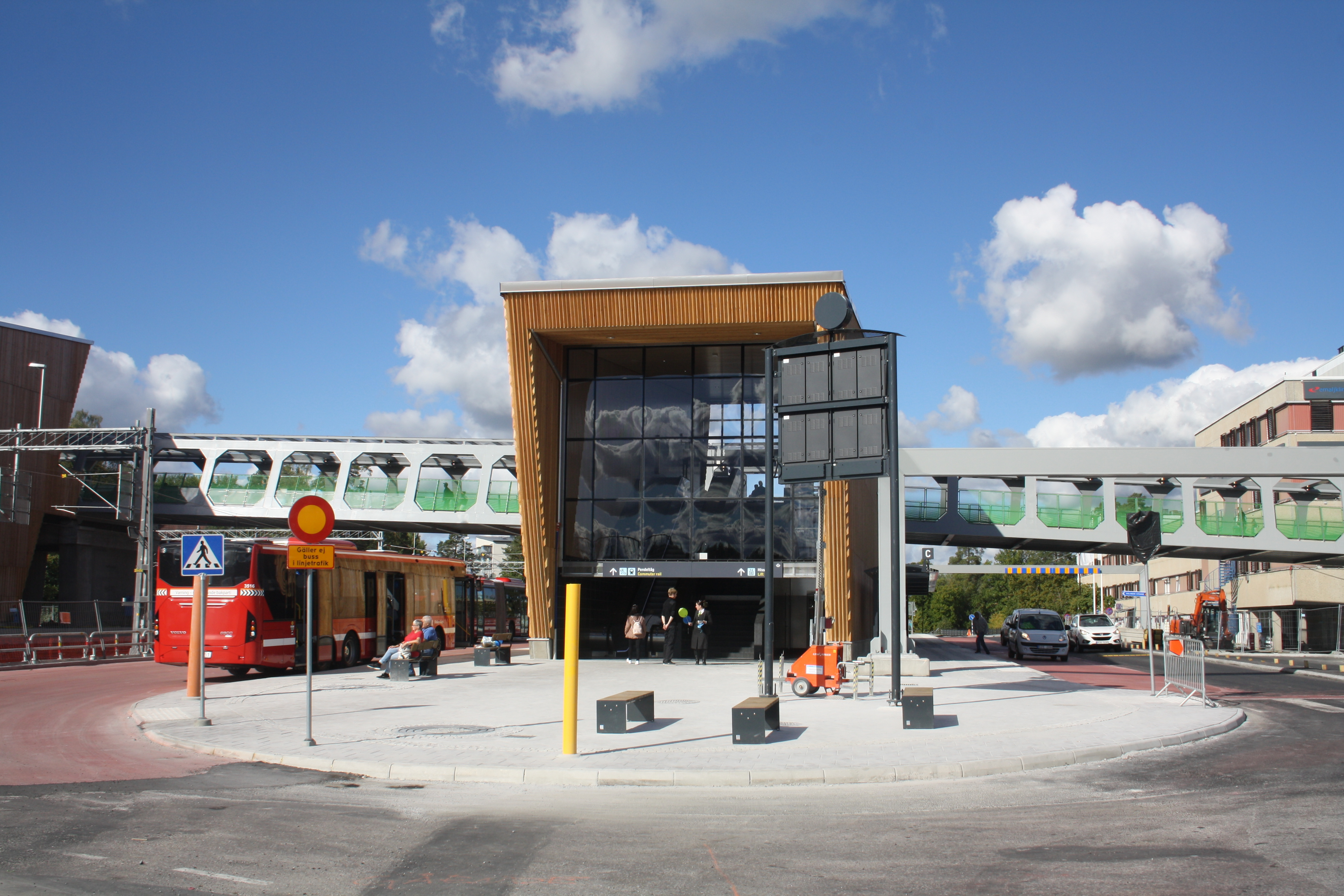
Kallhäll station